# シュスラン属
シュスラン属 (Goodyera) は、ラン科に属する植物の属の一つ。ランとしては比較的普通な草の形をしている方で、ツユクサなどを思わせる姿である。

## 特徴
比較的小柄で柔らかい植物である。大部分は地上性で、ごく一部に着生植物となるものがある。
下部の茎は横に這い、節ごとに葉と根を一つずつ生じる。根は太くてあまり伸びず、分枝しない。葉はやや幅広い例が多く、はっきりとした柄がある。茎の先端は立ち上がり、穂状に花序をつける。ただし短くなって数花をつけるだけの種もある。また、一部の種では匍匐する茎が短くつまり、全体に立ち上がった姿になる。花は大きく開かない。上側の3弁が互いにくっついて花の上側を覆う。下側左右はやや開く。唇弁は広がらない。

## 分類
ヨーロッパからアジア、北アメリカに分布し約40種が知られる。日本からは以下のような種が知られている。
- ツリシュスラン Goodyera pendula Maxim.
  - ヒロハツリシュスラン G. p. Maxim. f. brachyphylla (F.Maek.) Masam. et Satomi
- キンギンソウ G. procera (Ker Gawl.) Hook.
- ハチジョウシュスラン G. hachijoensis Yatabe
  - オオシマシュスラン G. h. Yatabe f. izuohsimensis Satomi
  - カゴメラン G. h. Yatabe var. matsumurana (Schltr.) Ohwi
  - シライトシュスラン G. h. Yatabe var. leuconeura (F.Maek.) Ohwi
  - ヤクシマシュスラン G. h. Yatabe var. yakushimensis (Nakai) Ohwi
- ベニシュスラン G. biflora (Lindl.) Hook.f.
- ツユクサシュスラン G. foliosa (Lindl.) Benth. ex C.B.Clarke
  - アケボノシュスラン G. f. (Lindl.) Benth. ex C.B.Clarke var. laevis Finet
  - シロバナアケボノシュスラン G. f. (Lindl.) Benth. ex C.B.Clarke var. laevis Finet f. albiflora N.Yonez.
- シマシュスラン G. viridiflora (Blume) Blume
- ヒメミヤマウズラ G. repens (L.) R.Br.
- ミヤマウズラ G. schlechtendaliana Rchb.f.
  - フナシミヤマウズラ G. s. Rchb.f. f. similis (Blume) Makino
- シュスラン G. velutina Maxim.
- ムニンシュスラン G. boninensis Nakai
- ヤブミョウガラン G. fumata Thwaites
- ナンバンキンギンソウ G. grandis (Blume) Blume

## 利用
山野草として栽培されることがあるが、そのために園芸目的の採取によって絶滅危惧種に指定されたものもある。特にミヤマウズラは葉変わり品が錦蘭の名でよく栽培される。
国外のもので葉の模様の美しいものが、近縁属のものとともに洋ランではジュエルオーキッドの名で栽培されている。

## 類似の属
シュスラン属と似た姿を取るラン科植物としては他に次の属があり、それらは花の構造で区別される。シュスラン属のものは萼片が合着せず、柱頭が分かれず、唇弁が単純な形をしている。
- ヒメノヤガラ属 Hetaeria
- キバナシュスラン属 Anoectochilus
- イナバラン属 Odontochilus
- ハクウンラン属 Kuhlhasseltia
- アリドオシラン属 Myrmechis
- カイロラン属 Cheirostylis
- キヌラン属 Zeuxine